# Alexandru Hrisoverghi
Alexandru Hrisoverghi (n. 27 februarie 1811, Iași, Moldova – d. 9 martie 1837, Iași, Moldova) a fost un poet și traducător român, adept al Romantismului. A fost bun prieten cu Mihail Kogălniceanu, Costache Negruzzi, Vasile Cârlova și Grigore Crupenschi.

## Biografie
Hrisoverghi s-a născut la Iași, într-o familie de boieri de origine fanariotă. Tatăl său, Neculai, era vornic, iar mama sa, Elena Ruset, se trăgea din familia Rosetti. În timpul Războiului de Independență al Greciei, familia s-a refugiat în Basarabia, la Chișinău, întorcându-se în Iași în 1824.
O dată cu apariția regulamentelor organice, Hrisoverghi s-a înscris în miliția moldovenească, dar s-a retras după doar 2 ani, preferând un stil de viață boem. 
Deja din 1832 arăta semne de boală. La recomandarea medicilor, s-a mutat o perioadă în Edirne, pentru a beneficia de un aer mai curat. În 1834 s-a întors în Principatul Moldova, unde și-a publicat prima operă: Oda ruinelor Cetății Neamțu. Tot în 1834, Hrisoverghi a salutat venirea pe tronul Moldovei a prințului Mihail Sturdza, care a marcat sfârșitul epocii fanariote. S-a reînscris în miliția moldovenească, iar, în luna decembrie a anului 1834, Sturdza l-a luat în garda sa personală, urmând ca în 1836 să-l promoveze la rangul de căpitan. 
Cu toate acestea, sănătatea sa era din ce în ce mai precară. La recomandarea medicilor vienezi, acesta s-a dus să se trateze la băile termale de pe insula Ischia. Tratamentul n-a avut efect, iar, întors în Moldova, a decedat anul următor, la doar 26 de ani. La înmormântarea sa au participat mai mulți ofițeri, dar și tineri civili. 